# Schwarzfleck-Lippfisch
Der Schwarzfleck-Lippfisch (Austrolabrus maculatus, Syn.: Labrichthys maculatus) ist ein kleiner Lippfisch, der endemisch an der australischen Südküste vorkommt. Er ist die einzige Art seiner Gattung.

## Verbreitung
Es gibt zwei getrennte Populationen. Eine lebt von der Shark Bay in Western Australia, wo sie besonders häufig sind, bis zur Kangaroo Island vor der Küste von South Australia, die andere an der Küste von New South Wales. Die westliche Population lebt über Geröll und an Felsriffen in Tiefen von 10 bis 20 Metern, die östliche hält sich bevorzugt zwischen Schwämmen auf und geht in Tiefen bis zu 40 Metern. Jungfische leben vor allem im Flachwasser zwischen Algen und Steinen.

## Merkmale
Der Schwarzfleck-Lippfisch wird 20 Zentimeter lang. Die obere Hälfte seines Körpers ist rosabraun, mit einigen dunkleren, bei Männchen auch schwarzen Punkten. Die Unterseite ist blass, bei Männchen weiß. Jungfische haben einen weiß umrandeten schwarzen, sattelförmigen Fleck auf der Oberseite des Schwanzstiels, der mit zunehmendem Alter verblasst.